# РхӀ
РхӀ – trigraf cyrylicy używany w języku inguskim do zapisu spółgłoski drżącej dziąsłowej bezdźwięcznej. 